# Blaue Zipfel

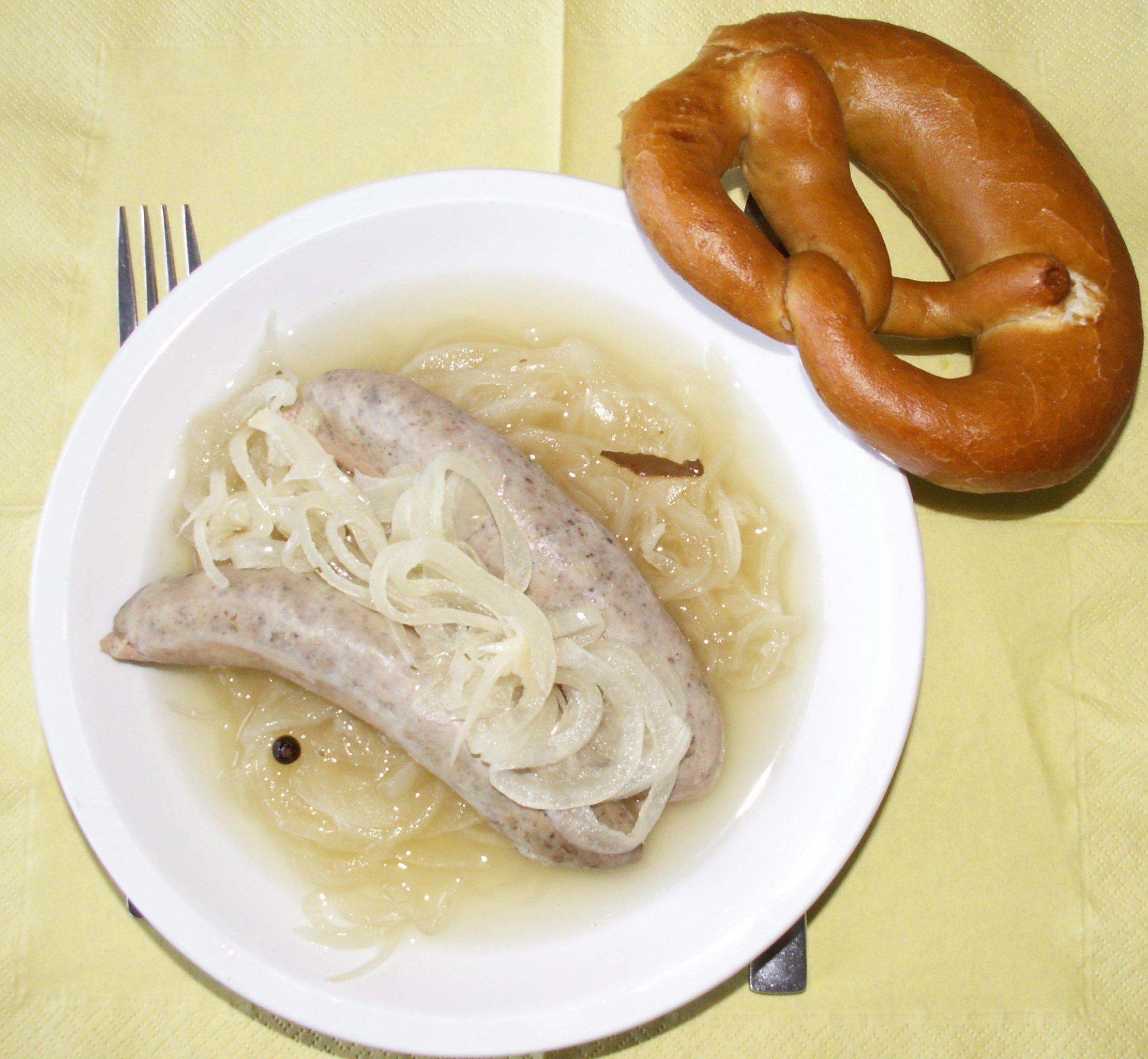
Blaue Zipfel mit Sud und Zwiebeln, sowie mit einer Laugenbrezel

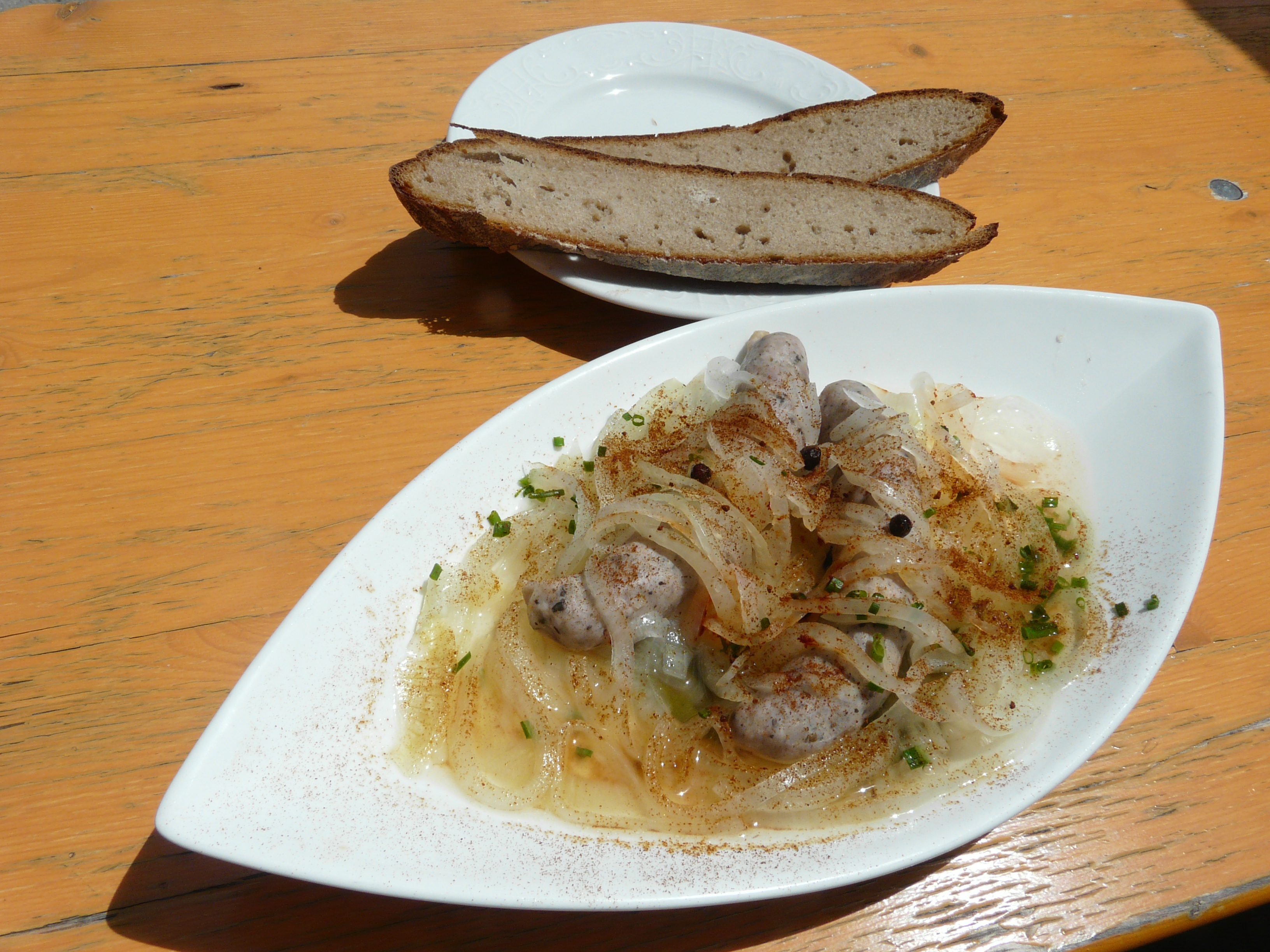
Saure Zipfel

Blaue Zipfel (auch Saure Zipfel, Saure Bratwurst oder Blaugesottene) sind eine Spezialität der fränkischen bzw. Oberpfälzer Küche aus in Essigsud gegarter Bratwurst.
Für die Zubereitung wird zunächst ein Sud aus Zwiebeln, Essig, Weißwein, Salz, Zucker und optional Sauerbratengewürz (Lorbeerblättern, Pfefferkörnern, Nelken und Wacholderbeeren) und/oder Suppengrün gekocht. Die rohen Bratwürste (meist fränkische Bratwurst oder Nürnberger Rostbratwurst) lässt man in diesem Sud bei schwacher Hitze garziehen. Dabei laufen die Bratwürste leicht bläulich an, was namensgebend für die Spezialität ist. Sie werden mit etwas Sud, den Zwiebeln aus dem Sud und Brot, Brötchen oder Brezeln serviert.

## Entstehung
Kreiert und erstmals serviert wurden die Blauen Zipfel angeblich als Variante der traditionellen Sauren Zipfel mit geänderter Rezeptur 1969 von Georg und Helga Leicht in Biebelried anlässlich des Jahrestreffens der Baillage de Bavière de la Chaîne des Rôtisseurs. Gemäß Nachforschungen und Aussagen des Archäologischen Spessartprojekts kann keine Erwähnung der Blauen Zipfel vor 1969 gefunden werden.
Für die fränkische Bratwurst gibt es Originalrezepte aus dem Jahr 1595, aber auch Erwähnungen bis ins 13. Jahrhundert zurück.
Um den Ursprung der Benennung Zipfel wegen der geringen Größe gibt es viele Anekdoten. In Wirklichkeit geht sie darauf zurück, dass die Versorgung der Bevölkerung mit Fleisch in Hungersnöten, Kriegen oder Seuchen aufrechterhalten werden sollte. Eine Bratwurst-Verordnung reduzierte das Wurstgewicht deswegen von 115 auf 25 Gramm.